# Consuelo Kanaga

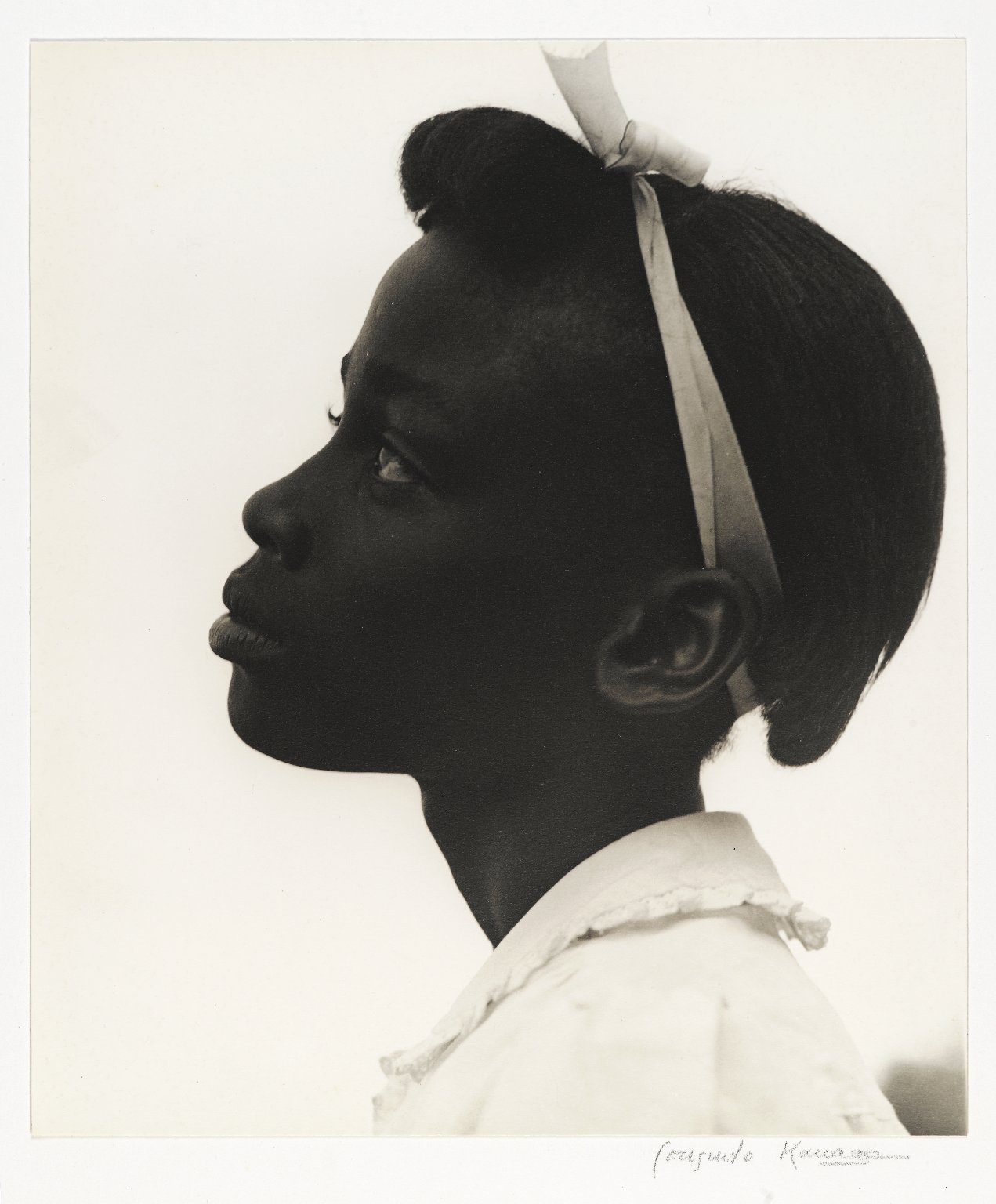
Consuelo Kanaga, Young Girl in Profile, 1948. Brooklyn Museum, Geschenk von Wallace B. Putnam aus dem Nachlass von Consuelo Kanaga

Consuelo Delesseps Kanaga (* 25. Mai 1894 in Astoria, Oregon; † 28. Februar 1978 in Yorktown Heights, New York) war eine US-amerikanische Fotografin, die für ihre einfühlsamen Porträts afroamerikanischer Menschen und ihr Engagement für soziale Gerechtigkeit bekannt ist. Sie war Mitglied der Photo League. Die Photo League war eine Organisation von Fotografen in New York City, die sich der Dokumentation des Lebens in den Arbeitervierteln widmete. Sie wurde 1936 gegründet und bot ihren Mitgliedern Schulungen, Ausstellungsräume und eine Plattform für den Austausch über soziale und kreative Themen. Die Photo League spielte eine wichtige Rolle bei der Entwicklung der sozialdokumentarischen Fotografie in den USA.

## Leben
Consuelo Kanaga wurde in Astoria, Oregon, geboren und stammte aus einer Familie, die die Ideale sozialer Gerechtigkeit hochhielt. Nach ihrem Schulabschluss begann sie 1915 für den San Francisco Chronicle zu schreiben. Innerhalb von drei Jahren erlernte sie von den Fotografen der Zeitung die Technik der Dunkelkammer und wurde Fotografin. Durch den California Camera Club lernte sie Imogen Cunningham, Edward Weston und Dorothea Lange kennen und interessierte sich für die Kunstfotografie in Alfred Stieglitz’ Camera Work. Nach drei Ehen und einer aufgelösten Verlobung pendelte Consuelo Kanaga regelmäßig zwischen New York und San Francisco, wo sie 1930 ein Porträtstudio eröffnete. Obwohl sie kein offizielles Mitglied der Gruppe f/64 war, wurden ihre Bilder 1932 in deren erster Ausstellung im De Young Museum in San Francisco gezeigt. Consuelo Kanaga engagierte sich in der liberalen Politik der Westküste, und als sie 1935 nach New York zurückkehrte, schloss sie sich der linksgerichteten Photo League an, wo sie 1938 zusammen mit Aaron Siskind, der zu dieser Zeit mit seinem Harlem Document beschäftigt war, Vorträge hielt. Ihre Arbeit wurde von Edward Steichen gefördert, der sie 1955 in seine Ausstellung The Family of Man aufnahm. Kanagas Werk wurde 1979 in der ICP-Ausstellung Recollections: Ten Women of Photography gezeigt, und 1992 widmete ihr das Brooklyn Museum of Art eine Retrospektive. Ihre Fotografien wurden in progressiven Publikationen wie New Masses, Labor Defender und Sunday Worker veröffentlicht.

## Werk

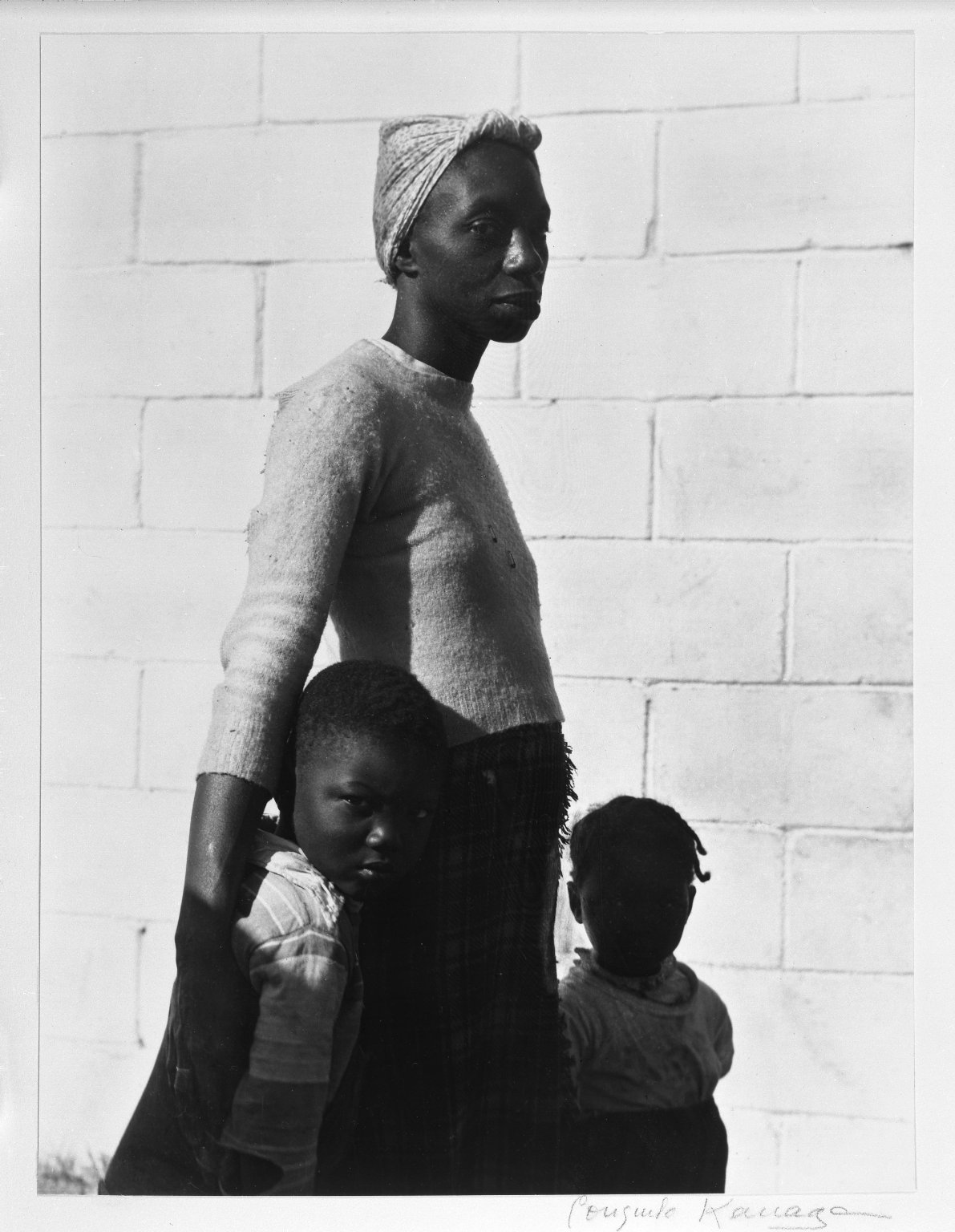
Consuelo Kanaga, Untitled (Mother with Children), 1950. Brooklyn Museum, Geschenk von Wallace B. Putnam aus dem Nachlass von Consuelo Kanaga

Consuelo Kanagas Werk zeichnet sich durch ihre einfühlsamen Porträts afroamerikanischer Menschen aus, die sie mit Würde und Respekt darstellte. Sie war eine der wenigen Fotografinnen ihrer Zeit, die sich intensiv mit der Darstellung des afroamerikanischen Lebens beschäftigten. Ihre Arbeiten wurden in bedeutenden Ausstellungen gezeigt, darunter Edward Steichens berühmte Ausstellung The Family of Man im Jahr 1955.